# Manum de tabula
Manum de tabula är ett latinskt uttryck som betyder "tag handen från tavlan". Innebörden av uttrycket är att man måste veta när det är tid att sluta, och inte dra ut på arbetet i det oändliga, ad perpetuum. Uttrycket kommer från Plinius Naturalis historia 35 där den grekiske målaren Apelles kritiserar en konstnär för att han aldrig kan "ta handen från tavlan" och betrakta den som färdig.